# Loriculus beryllinus
Loriculus beryllinus е вид птица от семейство Psittaculidae.

## Разпространение
Видът е разпространен в Шри Ланка.